# Roemerin
Roemerin ist ein Alkaloid, das unter anderem in der Lotosblume und verschiedenen Mohn-Arten vorkommt. Es besitzt eine Benzodioxol-Teilstruktur und weist antibakterielle und andere biologische Aktivitäten auf.

## Vorkommen und Biosynthese

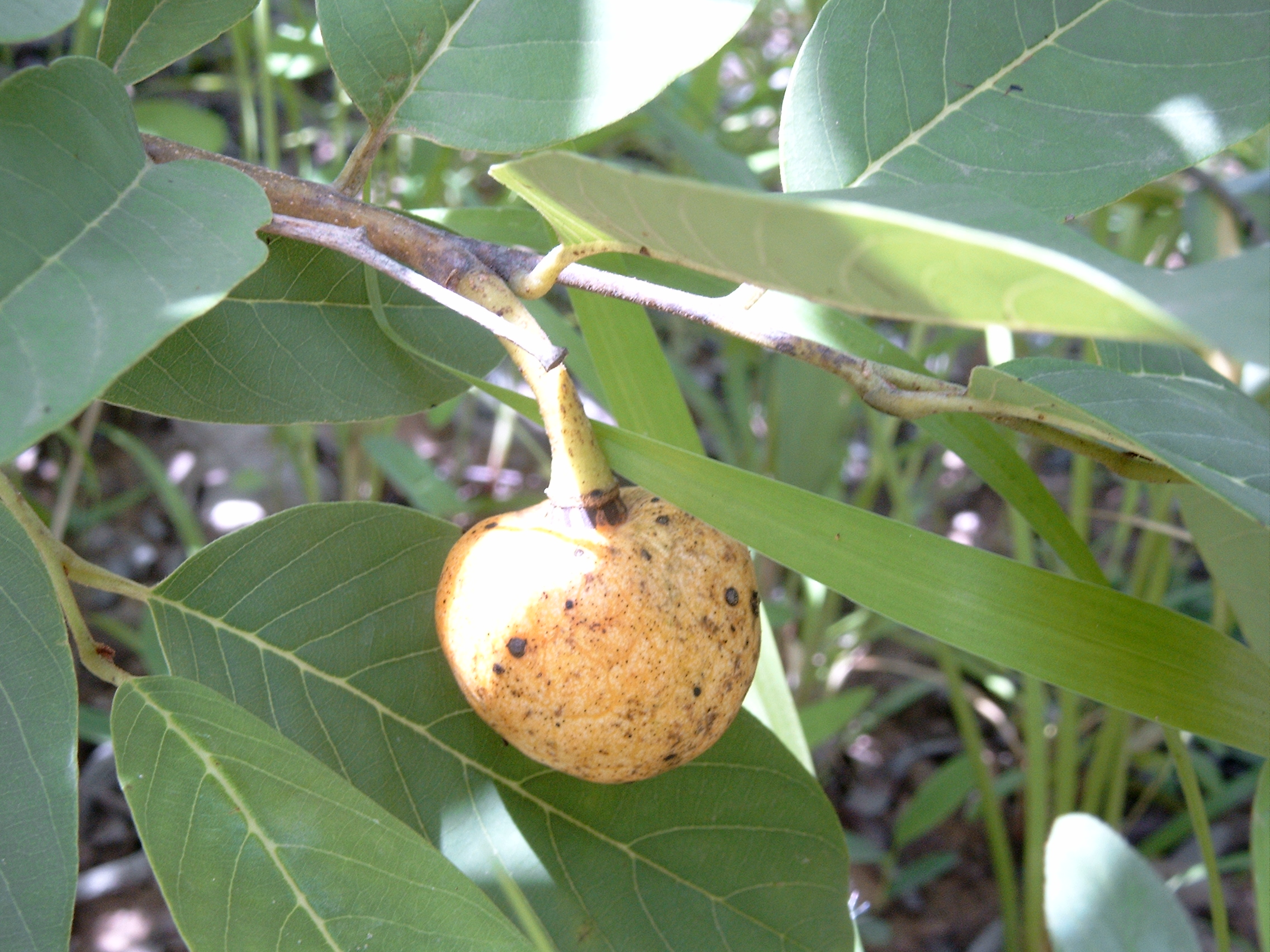
Annona senegalensis

Roemerin kommt in den Blättern von Annona senegalensis und der indischen Lotosblume vor. Außerdem kommt es in mehreren Arten der Gattung Mohn (Papaver) vor. Im Saat-Mohn (Papaver dubium) wurde die Biosynthese untersucht. Ein wahrscheinliches Intermediat ist dabei das Coclaurin. Das polycyclische Grundgerüst des Roemerins wird durch Oxidation der Phenoleinheit zu einem Cyclohexadienon und anschließende Umlagerung gebildet.

## Gewinnung und Darstellung
Roemerin kann durch eine mehrstufige Reaktion ausgehend von 3,4-Methylendioxy-phenylethylamin und 2-Nitrophenylessigsäure hergestellt werden.

## Eigenschaften
In einer wissenschaftlichen Studie konnte Roemerin die Resistenz bestimmter Krebszellen gegenüber Vinblastin unterdrücken und so dessen cytotoxischen Eigenschaften verstärken. Es weist außerdem antimikrobielle Eigenschaften gegen Bakterien und Pilze auf, darunter Aspergillus fumigatus und Staphylococcus aureus. Die fungiziden Eigenschaften gegenüber Candida albicans sind gering ausgeprägt, die Verbindung kann jedoch in vitro die Bildung von Biofilmen durch diese Art verhindern. Die antibakteriellen Eigenschaften gegen Staphylococcus aureus lassen sich zum Teil darauf zurückführen, dass die Durchlässigkeit der Zellmembran erhöht wird.